# 趙自齊
趙自齊（1915年2月14日—2020年8月4日），字治平。熱河省綏東縣大營子村人，原籍河北省鹽山縣。民國37年（1948年）在熱河省選區當選第一屆立法委員。曾担任世界反共联盟理事长（期间改名世界自由民主联盟）。

## 生平[1][2]
- 國立南開大學畢業
- 韓國慶熙大學榮譽法學博士
- 中央陸軍官校十三期、革命實踐研究院十二期、聯戰班四期、國防研究院四期結業
- 熱河省議員
- 中國國民黨熱河省黨部書記長
- 三民主義青年團熱河支團主任
- 立法委員
- 立法委員黨部改造委員
- 中國國民黨臺中市黨部主任委員
- 中國國民黨立法委員黨部書記長
- 律師
- 革命實踐研究院講座、國防研究院講座
- 國立政治大學、中國文化大學教授
- 中國國民黨中央政策委員會副秘書長、秘書長
- 中國國民黨中央組織工作會主任
- 中國國民黨中央評議委員、中央委員、中央常務委員
- 總統府資政
- 中國國民黨中央評議委員會主席團主席
- 於2020年8月4日早上過世，享嵩壽一〇七歲[3]

## 荣誉

### 中华民国勋章奖章
- 二等卿云勋章（1999年3月10日于台北总统府颁授[4]）